# Arthrocnemum
Arthrocnemum (лат.) — род растений семейства Амарантовые (Amaranthaceae).

## Описание

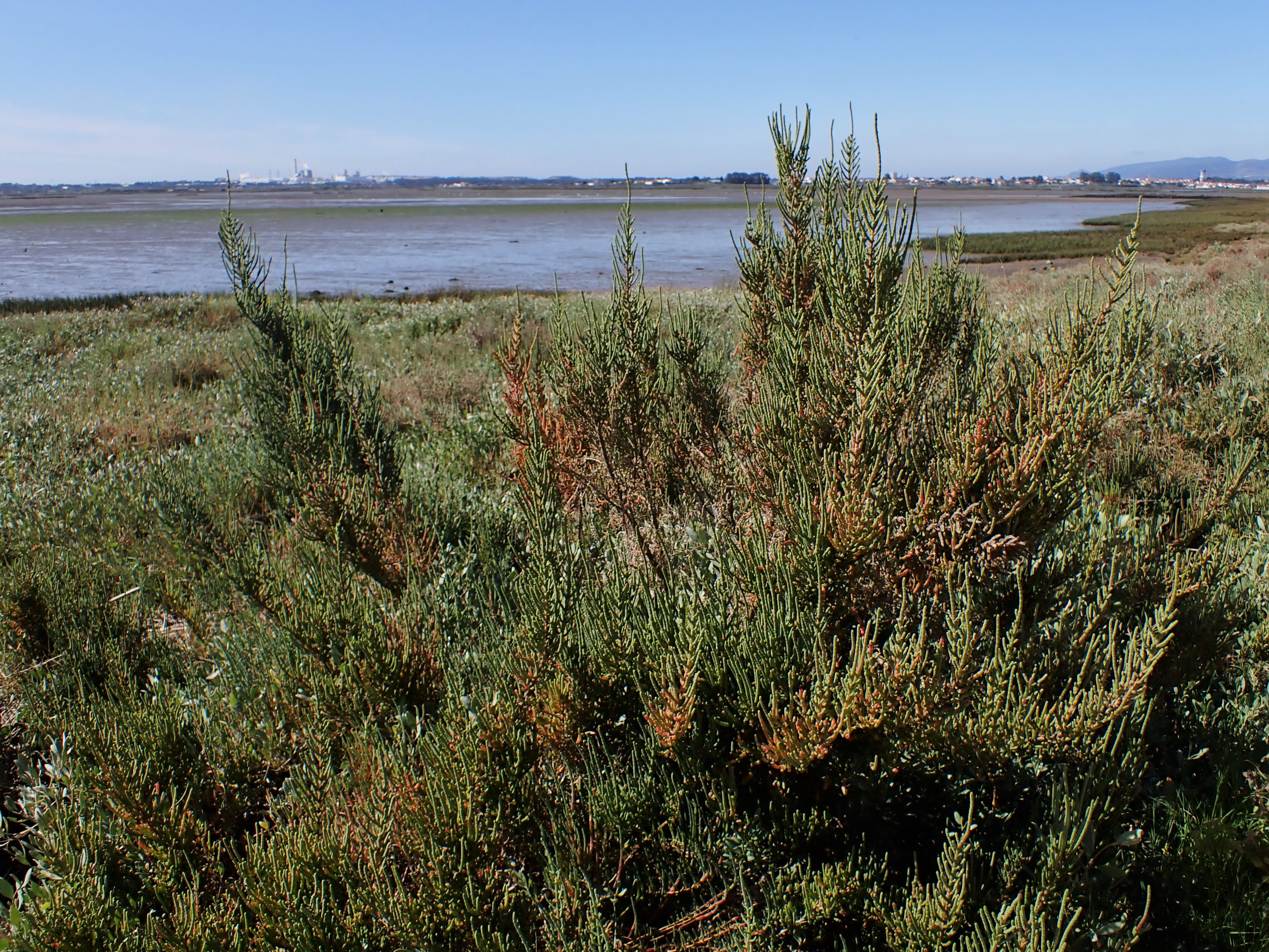
Габитус Arthrocnemum macrostachyum, Португалия

Включает разнообразные кустарничковые растения, приспособленные к соляным и засушливым условиям. Они характеризуются хорошо разветвленными побегами, супротивными чешуйчатыми листьями и цветками, собранными в кисти. Цветение происходит с января по май, плоды формируются в период с мая по июль.
Морфологические особенности Arthrocnemum включают кустарниковый жизненный цикл, голые или сизые стебли, супротивные чешуйчатые листья и специфичную структуру цветков и плодов. Репродуктивные признаки, такие как околоцветник и околоплодник, имеют свои уникальные характеристики.
Этот род встречается в различных регионах, включая Средиземноморье, Западную Африку (например, на островах Кабо-Верде), и, вероятно, другие части света. Существуют различия между популяциями в разных регионах, что может привести к выделению новых видов внутри рода Arthrocnemum.

## Таксономия
Род Arthrocnemum входит в сложное таксономическое подсемейство Salicornioideae. Мокен-Тандон впервые описал род Arthrocnemum в 1840 году, включив несколько кустарниковых видов схожего вида и репродуктивных признаков. Карпологические признаки, указанные в описании, могут быть изменчивы.
В более ранних описаниях Arthrocnemum также включал в себя кустарниковые виды Salicornia. Однако Salicornia отличается ограниченным количеством питательной ткани в семенах и отсутствием танинподобных выростов на внешней стенке. В разные периоды исследований Arthrocnemum рассматривался как род, включающий от трех до десяти видов, распространенных в различных регионах мира.
Номенклатурные проблемы в отношении рода Arthrocnemum сохранялись до тех пор, пока в 1977 году не провели типизацию рода, выбрав Arthrocnemum fruticosum var. macrostachyum в качестве типа. Важно отметить, что проведенная лектотипизация была признана неверной из-за использования названия невидового ранга. Данную номенклатурную проблему следует решать отдельно, предлагая сохранить название Arthrocnemum с типом Arthrocnemum macrostachyum (Moric.) K.Koch.
Кустарниковые таксоны из Южной Африки, ранее отнесенные к Arthrocnemum, фактически принадлежат к различным видам Sarcocornia. То же самое относится к европейским и южноамериканским видам, ранее включенным в Arthrocnemum, которые теперь включены в Sarcocornia.
Arthrocnemum Moq., первое упоминание в Chenop. Monogr. Enum. : 111 (1840).

### Виды
Согласно данным сайта WFO Plantlist на июнь 2023 года, род состоит из 3 видов:
- Arthrocnemum ciliolatum Bunge ex Ung.-Sternb.
- Arthrocnemum macrostachyum (Moric.) K.Koch
- Arthrocnemum subterminale (Parish) Standl.

Еще 37 внутривидовых таксонов находятся в статусе рассмотрения.